# Dasiops nudiscutus
Dasiops nudiscutus är en tvåvingeart som beskrevs av Mcalpine 1964. Dasiops nudiscutus ingår i släktet Dasiops och familjen stjärtflugor. Inga underarter finns listade i Catalogue of Life.